# Strobilurus
Strobilurus es un género de hongos de la familia Physalacriaceae. El género cuenta con una amplia distribución en regiones templadas e incluye 10 especies. Las especies de Strobilurus crecen en conos de pinos.